# Hiroyuki Nakano
Hiroyuki Nakano (中野裕之, Nakano Hiroyuki) (Hiroshima, 22 de Janeiro de 1958) é um cineasta e diretor de vídeos musicais e publicitários japonês.

## Carreira
Hiroyuki Nakano nasceu em Fukuyama, cidade localizada na província de Hiroshima em 22 de janeiro de 1958. Ele graduou-se na Escola de Comércio da Universidade de Waseda e passou a trabalhar em uma emissora de televisão, onde permaneceu por cinco anos, até fundar a Tyrell Corporation em 1987, a primeira empresa completa de produção de vídeos musicais do Japão.
Em 1989, Nakano dirigiu o curta-metragem Watching People. Em 1990, ele dirigiu o vídeo musical do single de estreia do grupo estadunidense Deee-Lite, "Groove Is in the Heart", que obteve grande êxito e seu vídeo musical correspondente, recebeu seis indicações pela MTV Video Music Awards de 1991, tornando Nakano o primeiro japonês a ser indicado na premiação estadunidense. Ao longo dos anos, ele continuou produzindo diversos vídeos musicais para artistas japoneses e internacionais.
Em 1998, estreou no cinema com seu primeiro longa-metragem SF Samurai Fiction, que dirigiu e escreveu. O título lhe rendeu diversos prêmios, incluindo o Grande Prêmio pelo Bucheon International Fantastic Film Festival na Coreia do Sul.

## Filmografia
- Watching People (1989) (curta-metragem)
- Spiritual Earth: Aloha Wave (1995) (curta-metragem)
- The Song of the Lark (1997) (curta-metragem)
- Samurai Fiction Esu efu samurai fikushon (SF サムライ・フィクション) (1998)
- Pop Group Killers (Poppugurūpu koroshiya)(2000)
- Red Shadow Reddo Shadō Akakage (赤影) (2001)
- Stereo Future (2001)
- Slow Is Beautiful (2003) (curta-metragem)
- Return (2003)
- Otokotachi No Uta (segmentos: 3:15 PM, Iron, Lighthouse) (2008)
- Tokyo Onlypic 2008 (東京オンリーピック 2008)  (2008)
- Tajomaru (タジョウマル) (2009)
- Flying Bodies (2013)
- Fool Cool Rock! One Ok Rock Documentary Film (2014)
- Peace Nippon Piisu Nippon (ピース・ニッポン) (2018)